# Битва за космос
«Битва за космос» (англ. Space Race — дословно «Космическая гонка») — совместный российско-американско-германско-английский документально-художественный телесериал 2005 года.

## Сюжет
Четырёхсерийный фильм рассказывает о соревновании между блестящими научными умами в космической гонке двух супердержав — СССР и США. В центре противостояния двух систем, поглощавшего огромные ресурсы и уносившего немало жизней, двое ученых: главный конструктор в американской ракетно-космической программе и бывший нацист Вернер фон Браун, и Сергей Королёв — главный конструктор, руководитель советской группы разработчиков космической программы.
Этот крупнобюджетный документальный проект объединил усилия таких ведущих телевизионных компаний, как «Первый канал» (Россия), BBC (Великобритания), National Geographic (США) и NDR (Германия). Создатели сериала используют уникальные компьютерные технологии, которые буквально «оживляют» прошлое, чтобы с максимальной достоверностью представить зрителям драматические подробности этой «космической гонки». В основу сценария легли воспоминания очевидцев и дневниковые записи участников событий (в основном американских), а также архивные документы и видеоматериалы.

## В ролях
- Стив Николсон — Сергей Павлович Королёв
- Ричард Диллэйн — Вернер фон Браун
- Равиль Исьянов — Валентин Глушко
- Михаил Горевой — Иван Серов (1 серия)
- Стюарт Банс — Лев Гайдуков (1,2 серии)
- Дэвид Баррасс — Гельмут Греттруп (1 серия)
- Крис Робсон — Хузель (1 серия)
- Саймон Дэй — Ганс Каммлер (1 серия)
- Николас Роу — Джонс (1 серия)
- Марк Декстер — Стэйвер (1 серия)
- Оливер де ла Фосс — лейтенант (1 серия)
- Стивен Грейф — Тофтой (1 серия)
- Мария Миронова — Нина Королёва (2,4 серии)
- Константин Грегори — Никита Хрущёв (2,4 серии)
- Тим Вудвард — Митрофан Неделин (2-4 серии)
- Джон Варнаби — Василий Мишин (2-4 серии)
- Джеффри Уикхем — Николай Кузнецов (4 серия)
- Руперт Уикхэм — Дебус (2,3 серии)
- Виталий Урсу — Юрий Гагарин (3,4 серии)
- Алекс Хьюмс — Герман Титов (3 серия)
- Олег Штефанко — Алексей Леонов (4 серия)
- Роберт Езек — Гилрут (3,4 серии)
- Борис Исаров — Исаев (3 серия)
- Тодд Бойс — Алан Шепард (3 серия)
- Энтони Эдридж — Крис Крафт (3 серия)
- Бенджамин Колот — Купер (3 серия)
- Эрик Лорен — Кастенхольц (4 серия)

## Критика
По мнению депутата Государственной Думы России от КПРФ, лётчика-космонавта СССР Светланы Савицкой, высказанном на заседании Госдумы в рамках политических заявлений фракции «КПРФ» 11 апреля 2011 года, в фильме «правильно показана история», но «совершенно карикатурно показано» руководство СССР и «абсолютно оболган академик Глушко».
Обозреватель газеты «Известия» Сергей Лесков, подчёркивая «немало фактических неточностей» в фильме (донос на Королёва написал не Валентин Глушко; освобожден со снятием судимости Королев был ещё до того, как его направили на ракеты; в Германию Королев прибыл уже после окончания войны и др.), вместе с тем полагает, что «в целом история космонавтики получилась честной и захватывающей», «правдивый фильм про космос появился».